# The Action Is Go
The Action Is Go is het vierde album van de band Fu Manchu. Het is het eerste album waarop drummer Brant Bjork (Kyuss) meespeelt en Bob Balch Eddie Glass vervangt. Glass en Ruben Romano zouden samen de band Nebula starten.

## Tracklist
| nr. | titel                | duur |
| --- | -------------------- | ---- |
| 1   | Evil Eye             | 3:30 |
| 2   | Urethane             | 3:36 |
| 3   | Action Is Go         | 3:06 |
| 4   | Burning Road         | 5:47 |
| 5   | Guardrail            | 2:57 |
| 6   | Anodizer             | 4:26 |
| 7   | Trackside Hoax       | 4:54 |
| 8   | Unknown World        | 2:49 |
| 9   | Laserbl'ast!         | 3:47 |
| 10  | Hogwash              | 3:41 |
| 11  | Grendel Snowman      | 4:09 |
| 12  | Strolling Astronomer | 3:43 |
| 13  | Saturn III           | 7:55 |
| 14  | Nothing Done         | 1:15 |

De Europese versie bevat twee extra nummers:
1. "Swami's Last Command" - 3:15
2. "Module Overload" - 4:19

Het nummer "Module Overload" is opnieuw opgenomen. Het werd eerst uitgegeven op de Gozilla-ep. De zanglijn en het middelste gedeelte van het nummer verschilt van het origineel dat op de cd Eatin' Dust staat.
"Swami's Last Command"  is een soundtrack voor de film 'Chicago Cab' (1998).
"Evil Eye" is gebruikt in Tony Hawk's Pro Skater 2. Voor dit nummer is ook een muziekvideo gemaakt.
Tony Alva (Z-Boys) staat op de cd-cover. Hij is te zien in de "Dogbowl".

## Bandleden
- Scott Hill - zang en gitaar
- Brant Bjork - drum
- Brad Davis - basgitaar
- Bob Balch - gitaar